# Brezovica község
Brezovica község (szlovén nyelven Občina Brezovica) Szlovénia 212 alapfokú közigazgatási egységének, azaz községének egyike a Közép-Szlovénia statisztikai régióban. A község északon Ljubljanával határos. Adminisztratív központja Brezovica pri Ljubljani. A község a történelmi Belső-Krajna régió része. 

## A községhez tartozó települések
A községhez Brezovica pri Ljubljani székhelyen kívül a következő települések tartoznak:
- Dolenja Brezovica
- Gorenja Brezovica
- Goričica pod Krimom
- Jezero
- Kamnik pod Krimom
- Notranje Gorice
- Planinca
- Plešivica
- Podpeč
- Podplešivica
- Preserje
- Prevalje pod Krimom
- Rakitna
- Vnanje Gorice
- Žabnica

## Népesség
| Lakosok száma | 10 431 | 10 716 | 11 246 | 11 531 | 11 693 | 11 920 | 12 017 | 12 126 | 12 527 | 12 771 |
|               | 2008   | 2009   | 2011   | 2012   | 2013   | 2015   | 2016   | 2017   | 2019   | 2020   |